# Мазовецкие анналы
Мазовецкие анналы (пол. Rocznik Mazowiecki) — польская историческая компиляция середины XIV века, сохранившаяся в списке XV века. Название получила от издателя А. Беловски, отметившего таким образом внимание автора к Мазовии. Источником анналов стали «Великая хроника», Анналы Сендзивоя и, возможно, некоторые другие источники. Охватывают период с 965 года до середины XIV века. Повествование сводится главным образом к перечислению польских государей, занимавших Краков. Примечательны упоминанием Болеслава Забытого и тем, что называют необычное имя русской жены Казимира I — Dobrouka.

## Издания
- Rocznik Mazowiecki // MPH, T. 3. Lwow, 1878, p. 203—204[3].

## Переводы
- Мазовецкие анналы в переводе А. С. Досаева на сайте Восточная литература